# Marcus Camby

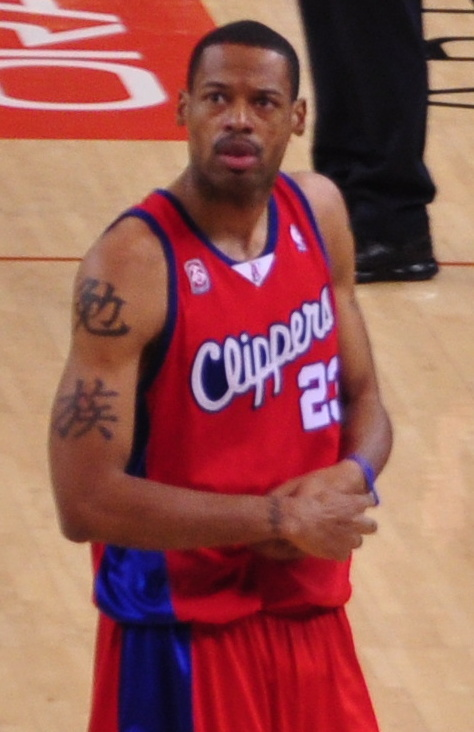
Marcus Camby, 2009.

Marcus Dion Camby, född 22 mars 1974 i Hartford i Connecticut, är en amerikansk före detta professionell basketspelare (C/PF) som tillbringade 17 säsonger (1996–2013) i den nordamerikanska basketligan National Basketball Association (NBA), där han spelade för Toronto Raptors, New York Knicks, Denver Nuggets, Los Angeles Clippers, Portland Trail Blazers och Houston Rockets.
Under sin NBA-karriär gjorde Camby 9 262 poäng (9,5 poäng per match), 1 837 assists samt 9 513 rebounds, räddningar från att bollen ska hamna i nätkorgen, på 973 grundspelsmatcher.
Han blev utnämnd till NBA Defensive Player of the Year för säsongen 2006–2007.
Camby draftades av Toronto Raptors i första rundan i 1996 års draft som andre spelare totalt.
Innan han blev proffs studerade Camby vid University of Massachusetts Amherst och spelade för deras idrottsförening UMass Minutemen.
Camby är onkel till Tyson Etienne.